# Leigh Hoffman
Leigh Hoffman (Whyalla, 11 giugno 2000) è un pistard australiano, vincitore del titolo mondiale 2022 nella velocità a squadre.

## Palmarès

### Pista
- 2017 (Juniores)

Campionati oceaniani, Velocità Junior
Campionati oceaniani, Velocità a squadre Junior (con Brodie Aamodt e Thomas Cornish)
- 2022

Campionati australiani, Velocità a squadre (con Matthew Glaetzer, James Brister e Carlos Carisimo)
1ª prova Coppa delle Nazioni, Velocità a squadre (Glasgow, con Matthew Richardson e Thomas Cornish)
Giochi del Commonwealth, Velocità a squadre (Birmingham, con Matthew Richardson e Matthew Glaetzer)
Campionati del mondo, Velocità a squadre (con Thomas Cornish, Matthew Glaetzer e Matthew Richardson)
- 2023

Campionati australiani, Velocità a squadre (con Maxwell Liebeknecht, James Brister e Dylan Stanton)
1ª prova Coppa delle Nazioni, Velocità a squadre (Giacarta, con Thomas Cornish e Matthew Richardson)
Campionati oceaniani, Velocità a squadre (con Nathan Hart e Matthew Richardson)
3ª prova Coppa delle Nazioni, Velocità a squadre (Milton, con Matthew Glaetzer e Matthew Richardson)
Austral, Velocità
- 2024

Coppa delle Nazioni, Velocità a squadre (Adelaide, con Thomas Cornish, Matthew Glaetzer e Matthew Richardson)
Coppa delle Nazioni, Velocità a squadre (Hong Kong, con Thomas Cornish, Matthew Glaetzer e Matthew Richardson)

## Piazzamenti

### Competizioni mondiali
- Campionati del mondo su pista

Aigle 2018 - Keirin Junior: 6º
Aigle 2018 - Velocità Junior: 4º
Saint-Quentin-en-Yvelines 2022 - Velocità a squadre: vincitore
Glasgow 2023 - Velocità a squadre: 2º
Ballerup 2024 - Velocità: 6º
Ballerup 2024 - Velocità a squadre: 2º
- Giochi olimpici

Parigi 2024 - Velocità: 10º
Parigi 2024 - Velocità a squadre: 3º